# Roeselia medioscripta
Roeselia medioscripta är en fjärilsart som beskrevs av William Schaus 1899. Roeselia medioscripta ingår i släktet Roeselia och familjen trågspinnare. Inga underarter finns listade.